# Steel Division: Normandy 44
Steel Division: Normandy 44 là một game chiến lược thời gian thực do Eugen Systems phát triển và Paradox Interactive phát hành vào năm 2017, lấy bối cảnh Thế chiến II.

## Bối cảnh
Trò chơi diễn ra ở Normandy, Pháp trong Thế chiến thứ hai. Game mô tả trận quyết chiến giữa Đồng Minh và Đức Quốc Xã, khi quân Đồng Minh đánh bật phát xít Đức ra khỏi vị trí đầu cầu sau cuộc đổ bộ Normandy. Người chơi được phép chọn lựa một loạt lực lượng quân sự trong game, bao gồm cả Canada, Đức, Pháp, Ba Lan, Vương quốc Anh và Mỹ.

## Lối chơi
Người chơi điều khiển các đơn vị lịch sử, dựa trên các sư đoàn đã chiến đấu trong trận chiến ở Normandy, sau đó chọn từ một nhóm các đơn vị trước khi bắt đầu trận đấu. Khi trò chơi đang diễn ra, người chơi có thể gọi các đơn vị từ những thế trận đã chọn. Các trận đánh được chia thành ba giai đoạn, với các đơn vị mạnh hơn chỉ có sẵn sau một thời điểm nhất định trong game. Steel Division: Normandy 44 có ba chiến dịch chơi đơn và tối đa 10v10 trong trận đấu trực tuyến nhiều người chơi.

## Phần tiếp theo
Một phần tiếp theo đã được công bố vào ngày 25 tháng 7 năm 2018. Phần này có tên là Steel Division 2, game lấy bối cảnh trong Chiến dịch Bagration.